# سانتياغو جامبوا
سانتياغو جامبوا (بالإسبانية: Santiago Gamboa)‏ هو صحفي وكاتب كولومبي، ولد في 1962 في بوغوتا في كولومبيا.

## وصلات خارجية
- سانتياغو جامبوا على موقع IMDb (الإنجليزية)
- سانتياغو جامبوا على موقع ألو سيني (الفرنسية)
- سانتياغو جامبوا على موقع أول موفي (الإنجليزية)
- سانتياغو جامبوا على موقع قاعدة بيانات الفيلم (الإنجليزية)
- سانتياغو جامبوا على موقع كينوبويسك (الروسية)